# 카오스 (1984년 영화)
카오스(Kaos, Chaos)는 이탈리아에서 제작된 파올로 타비아니 감독의 1984년 영화이다. 루이지 피란델로의 소설을 바탕으로 제작되었다. 마가리타 로자노 등이 주연으로 출연하였다.

## 출연

### 주연
- 마가리타 로자노
- 카를로 카티에르
- 마틸드 피아나

### 조연
- 클라우디오 비가글리
- 엔리카 마리아 모두그노
- 마시모 보네티

## 제작진
- 원작자: 루이지 피란델로
- 미술: 프란체스코 브론지
- 의상: 리나 넬리 타비아니